# Stéphane Mangione
Pour les articles homonymes, voir Mangione.
Stéphane Mangione, né le 25 décembre 1979 à Chenôve (Côte-d'Or), est un footballeur professionnel français devenu entraîneur. 

## Biographie
Après ses débuts à l'USC Dijon, sa carrière professionnelle commence vraiment en 1999 lors de la fusion de son club du moment le Dijon FC avec le Cercle Dijon Football pour former l'actuel Dijon Football Côte d'Or. Du haut de son mètre 69 (pour 67 kg), il devient alors un attaquant fidèle et brillant du Dijon FCO, très apprécié du public. Il s'impose comme un des piliers du club notamment grâce à ses remarquables accélérations, et fait partie des joueurs historiques du DFCO. Il a été pendant plusieurs années le joueur le plus capé du DFCO avec 287 matchs joués (un record finalement dépassé par Baptiste Reynet).
Il joue une saison au Nîmes Olympique en 2003-2004. Puis il quitte finalement le club dijonnais en novembre 2009 en s'engageant avec l'Amiens SC en National. Après seulement 25 apparitions en championnat, il quitte le club et rejoint l'US Orléans pour la saison 2011-2012. Il évolue entre 2013 et 2016 avec le SC Selongey en CFA2. 
À sa retraite sportive, il devient entraîneur adjoint dans son dernier club, le SC Selongey.
En 2019, il est nommé entraîneur adjoint d'Omar Daf au FC Sochaux, qu'il suit au Dijon FCO de juin 2022 à avril 2023.
Il travaille ensuite Valenciennes FC, dont il est l’entraîneur de l'équipe première par intérim, en novembre et décembre 2024, en National.

## Carrière de joueur
- 1999-2003 : Dijon Football Côte d'Or (91 matchs, 20 buts)
- 2003-2004 : Nîmes Olympique (35 matchs, 10 buts)
- 2004-Novembre 2009 : Dijon Football Côte d'Or (160 matchs, 25 buts)
- Novembre 2009-2011 :  Amiens SC (25 matchs, 4 buts)
- 2011-2013 : US Orléans (55 matchs, 2 buts)
- 2013-2016 : SC Selongey[4]

## Palmarès
- 2000 : Champion de France amateur avec le DFCO